# Ge’ule Teman
Ge’ule Teman (hebr. גאולי תימן) – moszaw położony w samorządzie regionu Emek Chefer, w Dystrykcie Centralnym, w Izraelu.
Leży na równinie Szaron w otoczeniu miasta Hadera, moszawów Kefar Witkin, Michmoret, Chibbat Cijjon, Kefar ha-Ro’e i Eljasziw, oraz wioski Chofit.

## Historia

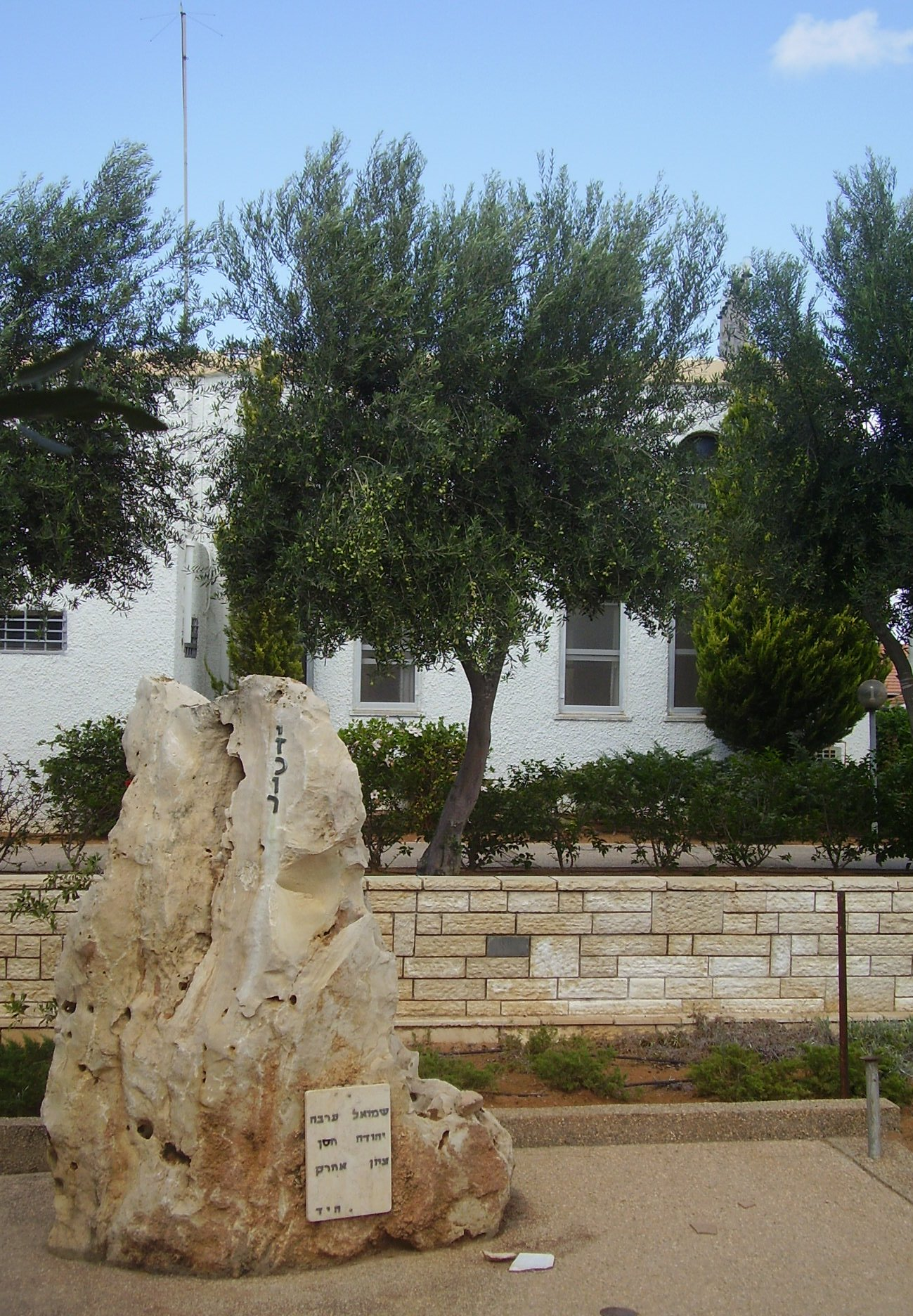
Pomnik poległych żołnierzy w moszawie Ge’ule Teman

Moszaw został założony w 1948 przez mieszkańców zniszczonej podczas wojny o niepodległość wioski Kefar Jabec. Mieszkańcy byli żydowskimi imigrantami z Jemenu.
W 1967 osadę podzielono na moszaw i osobną wioskę, jednak w 1992 ponownie je z sobą połączono.

## Kultura i sport
W moszawie znajduje się ośrodek kultury i boisko do piłki nożnej.

## Gospodarka
Gospodarka moszawu opiera się na rolnictwie, sadownictwie i hodowli bydła mlecznego.
Na północ od moszawu znajduje się strefa przemysłowa Emek Hefer Industries Park.

## Turystyka
W strefie przemysłowej Emek Hefer Industries Park znajduje się park rozrywek dla dzieci Sahek Ota. Są tam różnorodne nadmuchiwane materace, „basen” z plastikowymi piłkami, tory wspinaczkowe, labirynty, karuzele, gry zręcznościowe oraz basen kąpielowy.

## Komunikacja
Wzdłuż wschodniej granicy moszawu przebiega droga ekspresowa nr 4  (Erez–Kefar Rosz ha-Nikra). Można pojechać drogą nr 581  w kierunku wschodnim do moszawów Kefar ha-Ro’e i Chibbat Cijjon. Lokalną drogą można pojechać w kierunku południowo-zachodnim, przejechać mostem Ha-Tsabim przez rzekę Aleksander i dojechać do drogi nr 5720 , którą można dotrzeć do położonego na zachodzie moszawu Kefar Witkin.

## Przypisy

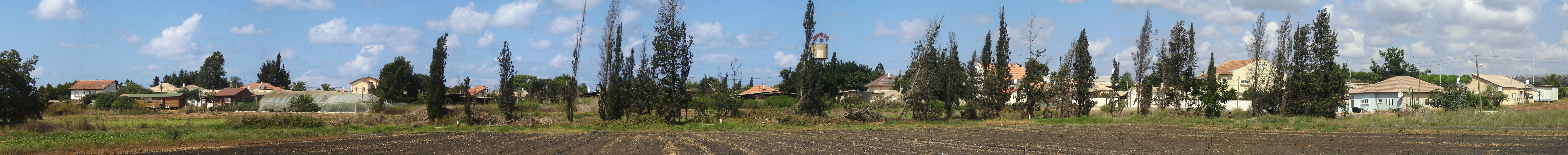
Panorama moszawu Ge’ule Teman